# Flume
Harley Edward Streten (Sídney, Nueva Gales del Sur; 5 de noviembre de 1991), más conocido por su nombre artístico Flume, es un DJ y productor de música australiano. Su álbum debut es titulado «Flume», fue lanzado el 9 de noviembre de 2012, el cual alcanzó el número 1 en la lista ARIA de Álbumes. Su sencillo, «Holdin On», logró superar el puesto 20 en la Related ARIA Singles siendo número 4 en 2013. El álbum y el sencillo obtuvieron cuatro nominaciones y cuatro premios en los Premios ARIA de Música de 2013. Flume también ganó los premios de Mejor Artista Masculino, mejor Artista Novel y mejor Productor del Año. En 2017 ganó el Grammy en la categoría de mejor álbum dance/electrónica por "Skin".

## Carrera
En 2010, Streten empezó a producir House bajo sus iniciales, HEDS. Creó dos pistas «Flow» y «Fizz», además de varios remixes. Streten fue descubierto y contratado en 2011 a través de una competición de artistas dirigida por la compañía de grabación australiana Future Classic. Creó las pistas «Sleepless», «Over You» y «Paper Thin» para ganar la competición. Nathan McLay, fundador de Future Classic y ahora mánager de Flume, ayudó con el lanzamiento de su primer EP, titulado «Sleepless», el cual contuvo las tres pistas originales.
Su álbum debut, llamado igual que su nombre artístico, «Flume», fue lanzado el 9 de noviembre de 2012. La producción del álbum tuvo las colaboraciones de George Maple, Moon Holiday, Jezzabell Doran, Chet Faker y el rapero T. Shirt. El álbum logró ser número uno en el Australian iTunes charts. Debutó en el ARIA Albums Chart en el número 2, detrás de la canción de One Direction «Take Me Home». En diciembre de 2012, Flume firmó con Mom + Pop Music y anunció el lanzamiento del álbum en Norteamérica. El álbum se lanzó en los Estados Unidos el 21 de febrero de 2013 y recibió un fuerte apoyo de críticos americanos.
En el Día de Australia de 2013, cuatro canciones de Flume (incluyendo una remezcla) estuvieron listadas en el Triple J Hottest 100 del 2012. El sencillo del álbum, «Holdin On» estuvo listada en número 4, el más de Australia. Otras canciones fueron «Sleepless» y su remix de «Hyperparadise», ambas en la parte superior del top 20 (números 12 y 18, respectivamente).
«Holdin On» logró ser la canción número 17 del top 50 de la ARIA Singles Chart, su mejor posicionamiento en una canción. El remix de «Hyperparadise» también debutó en el top 50 y fue número 38. «Sleepless» y "On Top» lograron el puesto 53 y 75, respectivamente. El álbum «Flume» logró el puesto número 1 en la lista ARIA de Álbumes.
En febrero de 2013, Flume anunció su primera presentación nacional, la cual se tituló «Infinity Prism Tour». Ocurrió durante abril y mayo de 2013, y según los medios, la visita vendió 40 000 entradas. En marzo de 2013, Flume fue nombrado uno de los 30 Must-See Acts en el SXSW festival.
En 2014 Flume visitó Lollapalooza en América del sury Coachella donde debutó su remezcla de Lorde «Tennis Court».
En 2015, Flume presentó su primera pista desde su álbum de debut; «Some Minds» con Andrew Wyatt.
En de 2016, anunció su segundo álbum Skin, el primer sencillo de su nuevo disco fue Never Be Like You.

### Otros proyectos
Con el Dj Sydney y el productor Emoh Instead, Flume formó el dúo What So Not. El 21 de febrero de 2015, Streten anunció que el proyecto final de What So Not  sería lanzado como un EP. Flume habló de What So Not en Facebook y mencionó que: «Hace tiempo, Emoh y yo habíamos estado moviéndonos en direcciones diferentes creativamente hablando y no habíamos hecho música juntos desde hace mucho. Nuestro proyecto es un EP que completamos el año pasado. Será el último proyecto que crearé en colaboración».

## Discografía

### Álbumes de estudio
| Título | Detalles de álbum                                                                                    | Posición en la lista | Posición en la lista | Posición en la lista | Posición en la lista | Posición en la lista | Posición en la lista | Posición en la lista | Posición en la lista | Certificaciones              |
| Título | Detalles de álbum                                                                                    | AUS                  | AUS                  | BEL (FL)             | BEL (VA)             | HOL                  | R.Unido              | EE. UU.              | NZ                   | Certificaciones              |
| ------ | --- | -------------------- | -------------------- | -------------------- | -------------------- | -------------------- | -------------------- | -------------------- | -------------------- | ---------------------------- |
| Flume  | - Lanzamiento: 9 de noviembre de 2012 - Etiqueta: Future Classic - Formato: CD, LP, descarga digital | 1                    | 1                    | 139                  | 180                  | 67                   | —                    | —                    | 12                   | - ARIA: 2× Platino - NZ: Oro |
| Skin   | - Lanzamiento: 26 de mayo de 2016 - Etiqueta: Future Classic - Formato: CD, LP, descarga digital     | 1                    | 1                    | 3                    | 13                   | 17                   | 25                   | 8                    | 1                    | - ARIA: Oro                  |

### Mixtapes
| Título           | Detalles de álbum                                                                                |
| ---------------- | ------------------------------------------------------------------------------------------------ |
| Hi This is Flume | - Estreno: 20 de marzo de 2019 - Etiqueta: Future Classic - Formato: CD, Vinyl, Descarga Digital |

### Extended Plays
| Título                       | Detalles de álbum                                                                                  |
| ---------------------------- | -------------------------------------------------------------------------------------------------- |
| Sleepless                    | - Estreno: 1 de agosto de 2011 - Etiqueta: Future Classic - Formato: Descarga Digital              |
| Lockjaw (Flume y Chet Faker) | - Estreno: 22 de noviembre de 2013 - Etiqueta: Future Classic - Formato: CD, 12", Descarga Digital |
| Skin Companion EP I          | ▪Estreno: 25 de noviembre de 2016 ▪Etiqueta: Future Classic ▪Formato: Vinilo 12", Descarga Digital |

### Sencillos
| Sencillo                                                                   | Año  | Mejor posición | Mejor posición | Mejor posición | Mejor posición | Mejor posición | Mejor posición | Certificaciones                                                                   | Álbum     |
| Sencillo                                                                   | Año  | AUS            | AUS Indie      | BEL (FL)       | FRA            | HOL            | NZ             | Certificaciones                                                                   | Álbum     |
| -------------------------------------------------------------------------- | ---- | -------------- | -------------- | -------------- | -------------- | -------------- | -------------- | --------------------------------------------------------------------------------- | --------- |
| «Sleepless» (con Anthony for Cleopatra)                                    | 2011 | —              | —              | —              | —              | —              | —              | —                                                                                 | Sleepless |
| «Holdin On»                                                                | 2012 | 17             | 1              | —              | —              | 57             | 22             | - ARIA: 2× Platino                                                                | Flume     |
| "On Top"(con T.Shirt)                                                      | 2012 | 57             | 3              | —              | —              | —              | —              | - ARIA: Oro                                                                       | Flume     |
| «Sleepless» (con Jezzabell Doran)                                          | 2012 | 53             | 5              | —              | —              | —              | —              | - ARIA: Oro                                                                       | Flume     |
| «Insane» (con Moon Holiday)                                                | 2013 | —              | 9              | —              | —              | —              | —              |                                                                                   | Flume     |
| «Drop the Game» (Flume y Chet Faker)                                       | 2013 | 18             | 1              | —              | 125            | —              | —              | - ARIA: Platino                                                                   | Lockjaw   |
| «Some Minds» (con Andrew Wyatt)                                            | 2015 | 20             | —              | —              | —              | —              | —              |                                                                                   |           |
| «Never Be Like You» (con Kai)                                              | 2016 | 1              | 1              | 1              | 1              | 1              | 1              | World: 1 500 000 - ARIA: 3x Platino - BEA: Oro - RIAA: Platino - RMNZ: 2x Platino | Skin      |
| «Smoke & Retribution» (con Vince Staples and Kucka)                        | 2016 | 1              | 1              | 1              | 1              | 1              | 1              |                                                                                   | Skin      |
| «Say It» (con Tove Lo)                                                     | 2016 | 1              | 1              | 1              | 1              | 1              | 1              | - ARIA: 2x Platino - RMNZ: Platino                                                | Skin      |
| «—» Denota una canción que no figuró o no fue lanzada en aquel territorio. |      |                |                |                |                |                |                |                                                                                   |           |

### Otras apariciones
| Título                           | Año  | Álbum                          |
| -------------------------------- | ---- | ------------------------------ |
| «I Met You» (Anna Lunoe y Flume) | 2012 | Real Talk EP                   |
| «Tropical Sun»                   | 2012 | Future Classic DJs Compilation |

### Vídeos musicales
| Título                               | Año  | Director(es)        |
| ------------------------------------ | ---- | ------------------- |
| «I Met You» (Anna Lunoe y Flume)     | 2012 | Melvin J. Montalban |
| «Sleepless» (con Jezzabell Doran)    | 2012 | Damon Cameron       |
| «Left Alone» (con Chet Faker)        | 2013 | Rhett Vadea-Ferrell |
| «Holdin On»                          | 2013 | Joe Nappa           |
| «More Than You Thought»              | 2013 | Angus Lee Forbes    |
| «On Top» (con T.Shirt)               | 2013 | Angus Lee Forbes    |
| «Insane» (con Moon Holiday)          | 2013 | Angus Lee Forbes    |
| «Drop the Game» (Flume y Chet Faker) | 2013 | Lorin Askill        |
| «Some Minds» (con Andrew Wyatt)      | 2015 | Clemens Habicht     |

## Premios y nominaciones

### Premios AIR
| Año  | Trabajo Nominado | Categoría                                         | Resultado |
| ---- | ---------------- | ------------------------------------------------- | --------- |
| 2013 | Flume            | Mejor Artista Independiente                       | Ganador   |
| 2013 | Flume            | Mejor Álbum Independiente                         | Ganador   |
| 2013 | Flume            | Mejor Álbum de Dance/Electrónica Independiente    | Ganador   |
| 2013 | «Holdin On»      | Mejor sencillo Independiente                      | Nominado  |
| 2013 | «Holdin On»      | Mejor sencillo de Dance/Electrónica Independiente | Ganador   |

### Premios ARIA de Música
| Año  | Trabajo Nominado                 | Categoría                               | Resultado |
| ---- | -------------------------------- | --------------------------------------- | --------- |
| 2013 | Flume                            | Álbum del Año                           | Nominado  |
| 2013 | Flume                            | Mejor lanzamiento de Artista Revelación | Ganador   |
| 2013 | Flume                            | Mejor Artista Masculino                 | Ganador   |
| 2013 | Flume                            | Mejor Sencillo                          | Ganador   |
| 2013 | «Holdin On»                      | Canción del Año                         | Nominado  |
| 2013 | Flume                            | Mejor Presentación Australiana en vivo  | Nominado  |
| 2013 | Flume                            | Productor del Año                       | Ganador   |
| 2013 | Joe Nappa para «Holdin On»       | Mejor Video                             | Nominado  |
| 2014 | «Drop The Game» (con Chet Faker) | Mejor Lanzamiento de Dance              | Nominado  |
| 2016 | Skin                             | Álbum del Año                           | Ganador   |
| 2016 | Skin                             | Mejor Lanzamiento de Dance              | Ganador   |
| 2016 | Skin                             | Mejor Lanzamiento Independiente         | Ganador   |
| 2016 | «Never Be Like You» (ft. Kai)    | Mejor Lanzamiento Pop                   | Ganador   |
| 2016 | «Never Be Like You» (ft. Kai)    | Canción del Año                         | Nominado  |
| 2016 | «Never Be Like You» (ft. Kai)    | Mejor Video                             | Nominado  |
| 2016 | Flume                            | Mejor Artista Masculino                 | Ganador   |
| 2016 | Flume                            | Mejor Presentación Australiana en vivo  | Nominado  |
| 2016 | Flume                            | Productor del Año                       | Ganador   |

### Premios Grammy
| Año  | Trabajo Nominado    | Categoría                        | Resultado |
| ---- | ------------------- | -------------------------------- | --------- |
| 2017 | «Never Be Like You» | Mejor Grabación de Dance         | Nominado  |
| 2017 | Skin                | Mejor Álbum de Dance/Electrónica | Ganador   |
| 2020 | Hi This Is Flume    | Mejor Álbum de Dance/Electrónica | Nominado  |